# Wapen van Ridderkerk

Het wapen van Ridderkerk.

Ondanks twee fusies is het wapen van Ridderkerk nooit aangepast aan de nieuwe Nederlandse gemeente Ridderkerk. De Zuid-Hollandse gemeente had op 24 juli 1816 haar wapen ontvangen. 

## Geschiedenis
Toen Ridderkerk nog een heerlijkheid was stond er een kerk genaamd Riederkerk. Dit zou de belangrijkste kerk van de gehele Riederwaard zijn, uiteindelijk is de naam Ridderkerk hiervan afgeleid. De kerk had als schutspatroon Sint Joris, deze is later op het wapen van de heerlijkheid en van de gemeente terechtgekomen. Overigens bestaat er ook een variant van een zilveren schild met daarop de heilige en de draak in natuurlijke kleuren. Dat wapen wordt gehouden door twee leeuwen en het wordt gedekt door een kroon.
Op latere datum is het wapen ook in gebruik genomen als logo van de gemeente Ridderkerk.

## Blazoen
De beschrijving van het wapen van Ridderkerk luidt als volgt:
Van sijnople, beladen met den Ridder St. Joris, den draak doorstekende, alles van zilver. 
De volledige voorstelling is omgewend op het schild afgebeeld, omgewend houdt in dat er naar links, voor de kijker rechts, gekeken wordt. Ook staan het paard en de draak op een ondergrond, eveneens van zilver. Het schild zelf is groen (sijnople, ook wel sinopel, is de heraldische benaming voor groen) van kleur. 